# Hazard Motor Manufacturing Company
Hazard Motor Manufacturing Company war ein US-amerikanischer Hersteller von Automobilen.

## Unternehmensgeschichte
Das Unternehmen wurde 1910 als Nachfolger der Hazard Engineering Company gegründet. Der Sitz war in Rochester im US-Bundesstaat New York. Inhaber waren John F. Alden, George R. Coates, E. C. Hazard, George E. Hazard, John F. Hazard und Willett E. Hazard. Hauptsächlich stellten sie Motoren her, die Ergon genannt wurden. Die Produktion von Automobilen begann entweder 1913 oder 1914 und lief bis 1915. Der Markenname lautete Hazard.
Nach 1915 verliert sich die Spur des Unternehmens.

## Fahrzeuge
Zur Wahl standen zwei Modelle mit selbst hergestellten Vierzylindermotor. Ein Motor leistete 24 PS, der andere 30 PS.